# Nico (énekesnő)
Nico (születési nevén Christa Päffgen) (Köln, 1938. október 16. – Ibiza, 1988. július 18.) német énekesnő, dalszövegíró, zeneszerző, zenész, modell, és színésznő volt. Legismertebb filmszerepeit Andy Warhol filmjeiben játszotta a hatvanas években. Később elismert művész vált belőle. Legismertebb lemezei a Chelsea Girl és a The Velvet Underground & Nico voltak. Több ízben járt Pécsett és Budapesten is. Pécsi koncertjét kazettán is kiadták Live In Pécs címmel hazánkban a nyolcvanas években.
A zenei életre gyakorolt hatása érezhető volt Európában is. 49 évesen egy baleset során vesztette életét, mikor fiával Ibizán nyaraltak. Berlinben temették el. Életének utolsó két évéről "Nico 1988" címmel díjnyertes életrajzi film készült 2017-ben.

## Élete a karrier előtt
Christa Päffgen néven született Kölnben. Kétéves volt amikor édesanyjával és nagyapjával Berlinből a Spreewald erdőbe költöztek.
Apja katonának állt a második világháború alatt. A háborúban szerzett fejsérülései miatt súlyos agykárosodást szenvedett, ezért nem ment haza a családjához. Levélben értesült a család arról, hogy az apa „meghalt”. Ez azonban nem volt igaz.
Nico felnőttként tudta meg, hogy apja nem halt meg a háború alatt, emiatt nagyon haragudott rá. A férfi sosem vette fel a kapcsolatot a családdal, hollétéről sosem érkezett hír sem az énekesnőnek, sem másnak, így azt sem tudni mikor és hol halt meg. Nico sosem kereste édesapját.
Nico és édesanyja 1946-ban visszaköltöztek Berlinbe. Varrónőként dolgoztak, noha Nico még gyerek volt. 13 évesen otthagyta az iskolát és modellkedni kezdett – mivel nagyon magas volt és gyönyörű porcelán színtónusú arcbőre volt, hamar felkapta a divatszakma. Kislányként beutazta az egész országot, sok fotó készült róla, és többször szerepelt divatmagazinok címlapjain is.
15 évesen abbahagyta a modellkedést, mert megerőszakolta egy amerikai pilóta. Nico ezt a Secret Side című dalában is megénekelte. A katonát sosem vonták felelősségre, mert sok volt az ellentmondás az ügyben.

## Karrier
16 éves volt amikor Herbert Tobias felfedezte őt. Egy KaDeWe divatbemutatón találkoztak Berlinben. Tobias adta neki a Nico művésznevet is.
Hamarosan mindketten Párizsba költöztek, ahol visszatért a modellkedéshez, és szerepelt többek közt a Vogue, a Tempo, a Vie Nuove, a Mascotte Spettacolo és az Elle címlapjain is. 17 évesen szerződést kötött a Coco Chanellel, hogy népszerűsítse a termékeiket világszerte. Nico viszont nem akart többé modellkedni, ezért elszökött New York City-be.
New Yorkban reklámokban szerepelt, és kapott egy kisebb szerepet Alberto Lattauada La Tempesta című 1958-as filmjében. 
1959-ben meghívást kapott Federico Fellinitől, hogy szerepeljen az édes élet (La Dolce Vita) című filmben. Nico végül önmagát játszotta a filmben, mert a nagyobb szerepeket rendre visszautasította.
Tökéletesen megtanulta az angol és a francia nyelvet is ezekben az években. 
1962-ben Nicónak fia született a francia színésztől, Alain Delontól, de Delon ezt nem akarta elismerni. Egy ideig mégis Delon édesanyja nevelte a fiút. Delon sosem ismerte el az apaságát, pedig több bizonyíték is utalt rá.
Első megjelenése énekesnőként 1963-ban volt a new york-i Blue Angel szórakozóhelyen, ahol elénekelte a My Funny Valentine című örökzöld jazzklasszikust. Hatalmas sikert aratott.

## A világsztár
1965-ben találkozott a The Rolling Stones együttessel, és jó barátságot kötött Brian Jones gitárossal. Kiadta első kislemezét, az I'm Not Sayin’-t. Elkezdett dolgozni első nagylemezén a Chelsea Girlön, amire javarészt Bob Dylan írta a dalokat. 
Amikor Warhol elkezdte menedzselni a Velvet Underground együttest, javasolta nekik, hogy vegyék be a csapatba Nicót mint chanteuse-t (énekesnő, vokalista). Vonakodva ugyan, de beleegyeztek. Nico végül három dalt énekelt el a lemezen (Femme Fatale, All Tomorrow's Parties, I'll Be Your Mirror), és a sors fintora volt, hogy ezek lettek a lemez legsikeresebb dalai.
Ám Nicóval nem volt könnyű együtt dolgozni, az együttes folyton panaszkodott rá. Mivel Nico a bal fülére siket volt, többször meg kellett ismételni egy-egy dalt, mert nem hallotta tisztán a ritmust, emiatt viszont sok kellemetlensége támadt az együttesnek, Lou Reed azt mondta, kifejezetten gyűlöli Nico-t, mert sokat készülődik, és állandóan gyertyaszag van az öltözőben, mert félórás rituálékat tartott. Később Reed és Nico kibékültek.
A lemez akkoriban nem volt sikeres. Nem igazán érdekelt senkit sem, és a rádiók sem adták a dalokat, rosszul fogyott, és bukásra volt ítélve. Mégis a lemez a hetvenes évekre igazi klasszikussá vált, a Rolling Stone Magazin a 13. helyre sorolta a Minden idők 500 legjobb lemeze listán, annak ellenére, hogy nagyon rosszul fogyott.
Nico debütáló szólóalbuma szintén 1967-ben jelent meg Chelsea Girl címmel. Segítségére volt a lemez elkészítésében Bob Dylan, Tim Hardin és Jackson Browne is. Bár a lemez kritikai sikert aratott Nico nem volt elégedett vele.
Később, 1981-ben így nyilatkozott a lemezről:
„Még mindig nem tudom meghallgatni, mert minden amit akartam, azt elvették. Kértem, hogy legyen benne dob, azt mondták nem, kértem, hogy legyen benne több gitár szóló azt mondták nem. Mikor először hallottam a lemezt elsírtam magam, mert mégis gyönyörű volt, szépen szólt benne a fuvola.”
Kaliforniába költözött, ahol sok időt töltött a The Doors együttes énekesével, Jim Morrisonnal, akit úgy is hívott, mint az ő „lelki testvére”.
Második lemeze, a The Marble Index 1969-ben jelent meg, Nico írta a dalszövegeket, és komponálta hozzá a zenét is.
Klasszikus hangszerekkel dolgozott, főleg harmóniummal, ami később is meghatározó hangszere maradt. 
1970-ben nagy koncertet adott Amszterdamban és Londonban is, ahol fellépett a Pink Floyd együttessel, és találkozott Lou Reedékkel is. Ekkor békültek ki, de többet nem dolgoztak együtt.
Később Nico még 4 lemezt adott ki, amelyek szintén sikeresnek bizonyultak, továbbá rengeteg koncertlemeze jelent meg, köztük kettőt hazánkban vettek fel.
Több mint száz fesztiválon lépett fel, utolsó felvett dala pedig szintén egy koncertalbumon hallható, a Fata Morgana (a dalnak nincs köze Ofra Haza, izraeli énekesnő azonos című dalához).

## Magánélete
13 évesen egy amerikai katona megerőszakolta, ezt viszont sosem tudta bizonyítani, így a katonát sosem vonták felelősségre, az énekesnő pedig szégyellt beszélni róla. Ez meghatározta szexuális életét, bár sokan hitték, hogy férfifaló volt, a valóságban nem sok partnere volt. 15 évesen heroinfüggő volt, nem evett, és leborotválta a szemöldökét is. 
Nico magánélete rejtélyekkel és titkokkal teli volt már egészen kislány korától kezdve, hiszen édesapja hollétéről sosem kapott információt. Később pedig Alain Delon miatt vált még rejtélyesebbé, hiszen a férfi sem azt nem ismerte el, hogy tőle van Nico fia, sem azt, hogy valaha viszonya lett volna az énekesnővel. Élete utolsó éveiben hízott, és több interjúban is elmondta, hogy imád enni, és nagyon rossz volt amikor tiniként nem ehetett szinte semmit, de azt már csak nehezen ismerte el, hogy akkoriban ezt a döntést igazából magától hozta meg.
Jim Morrison és Nico nagyon jó barátok voltak, Morrison szavait az énekesnő sűrűn idézte, vagy mondta el riportokban, többek közt azt, hogy Morrison nagyon sok tehetséget és potenciált látott benne, de Nico sosem érette miért.
Barátai és ismerősei szerint Nico rasszista volt. Danny Fields, Nico közeli barátja szerint az énekesnő nemcsak rasszista volt, de náci eszméket is vallott, továbbá gyűlölte a zsidókat. Fields szerint egyszer megvert egy színes bőrű nőt egy étteremben, akinek a fején még a poharat is összetörte, és közben azt kiabálta, „gyűlölöm a feketéket”. Hírnevének nem tett jót antiszemita nézőpontja. Ugyanakkor különös szemmel nézték, hogy élete utolsó éveiben egy zsidó férfi volt a menedzsere. 
Bal fülére siket volt.
Nagyon nehéz természete miatt sokan magára hagyták utolsó éveiben, drogfüggőségén sosem tudott felülkerekedni és bár indirekt módon, végül ez is okozta korai halálát. Nehezen viselte azt is, hogy fiát nem nevelhette fel, ugyanakkor elismerte, hogy rossz anya lett volna. Életrajzi filmet készítettek életéről 2017-ben, amely film a család, barátok, és fia elbeszélése alapján készült, így nem tartalmazott fiktív elemeket. Ebből kiderült, hogy az énekesnő drogfüggősége miatt sűrűn hányt, szédült, hallucinált, és rosszul is volt, azonban hiába próbálta letenni a drogokat, végül mindig visszaszokott rájuk. Fia háromszor is felvágta az ereit, többször is kórházi kezelésre szorult, mentális egészsége pedig máig rossz. A filmből kiderült az is, hogy Nicótól azért vették el a fiát, mert Nico egyik házibuliján a mindössze 5 éves kisfiú alkoholt ivott, cigarettát szívott, és még drogozott is. A hatóságok úgy látták az énekesnő életvitele káros a gyermekére nézve, és sok barátja azért hátrált ki ezután Nico mellől mert ennek hatására sem szokott le a drogokról, amiktől akkoriban agresszív, a negyvenes éveiben pedig dezorientált volt. 
Élete utolsó éveiben a zenei szakma már nem tekintett rá jelentős sztárként, és a közönsége sem volt számottevő. Halála után vált kultikussá, legendássá munkássága, a Sopor Aeternus & The Ensemble Of Shadows több dalát is feldolgozta, ami azért volt nagy szó mert az együttes sosem énekelt feldolgozásokat, csak Nico két dalszövege és Edgar Allan Poe versei voltak kivételek.
Egy hozzá közel álló barát elbeszélése alapján Nico érezte, hogy még 1988-ban meg fog halni, és arra kérte, ha vele bármi történne, vigyázzanak a fiára. Nico két héttel később már halott volt.

## Halála

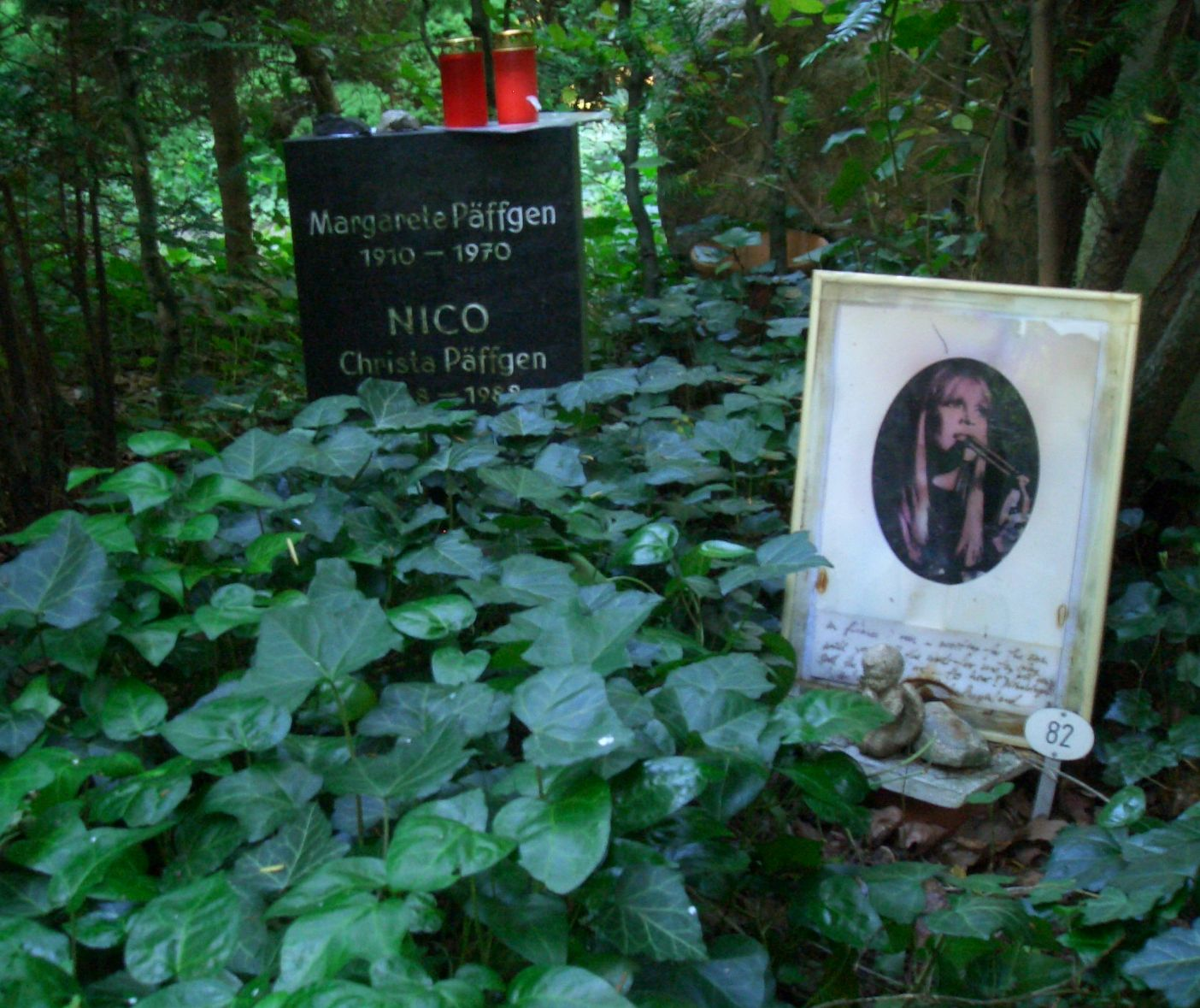
Nico sírhelye

1988. július 18-án fiával, Arival Ibizán nyaraltak, mikor Nico szívrohamot kapott biciklizés közben, és beütötte a fejét. Egy arra haladó taxis vette észre az eszméletlen énekesnőt, kórházba szállították, ahol tévesen napszúrással diagnosztizálták, és este nyolc órakor meghalt. Későbbi vizsgálatok során derült ki, hogy súlyos agyvérzés okozta a halálát.
„Késő délután, 1988. július 17-én anyám azt mondta nekem, be kell mennie a városba marihuánát venni. Leült a tükör elé, és egy fekete kendőt tett a fejére. Bámult a tükörbe magát nézve, és azt kérdezte, vajon megfelelő kendőt választott-e? Ráült a kerékpárra, és azt mondta, hamarosan visszajövök, majd elment. Ez volt az év legmelegebb, legforróbb éjszakája.” – mondta Ari Delon, Nico fia egy interjúban.
Az énekesnőt édesanyja mellé temették anyja telkén Berlinben, a grünewaldi erdőben. Néhány barát a Mütterlein című dalát játszotta a temetésén, mely a Desertshore című lemezén is szerepelt.
Nico 49 évet élt.

## Lemezei
- 1967 - The Velvet Underground & Nico
- 1967 - Chelsea Girl
- 1969 - The Marble Index
- 1970 - Desertshore
- 1974 - The End...
- 1981 - Drama of Exile
- 1985 - Camera Obscura

## Fordítás
- Ez a szócikk részben vagy egészben  a   Nico című angol Wikipédia-szócikk fordításán alapul.  Az eredeti cikk szerkesztőit annak laptörténete sorolja fel. Ez a jelzés csupán a megfogalmazás eredetét és a szerzői jogokat jelzi, nem szolgál a cikkben szereplő információk forrásmegjelöléseként.
- Ez a szócikk részben vagy egészben  a(z)   Нико című orosz Wikipédia-szócikk fordításán alapul.  Az eredeti cikk szerkesztőit annak laptörténete sorolja fel. Ez a jelzés csupán a megfogalmazás eredetét és a szerzői jogokat jelzi, nem szolgál a cikkben szereplő információk forrásmegjelöléseként.